# آندرش باکن
آندرش باکن (انگلیسی: Anders Bakken؛ زادهٔ ۲۰ ژوئن ۱۹۵۵) اسکی‌باز صحرانوردی اهل نروژ است.